# ITunes Festival: London 2011 (EP de Adele)
iTunes Festival: London 2011 é o segundo extended play ao vivo da cantora e compositora inglesa Adele. Lançado como download digital nas lojas virtuais do iTunes no dia 14 de julho de 2011 pela XL Recordings. Gravado na noite do dia 7 de julho de 2011, em Roundhouse, London, Inglaterra. Para o show, foram usados os álbuns 19 e 21, fora a faixa cover "I Can't Make You Love Me" da cantora norte-americana Bonnie Raitt.

## Antecedentes
Em junho de 2011, Adele cancelou todos os seus shows da turnê Adele Live pelo surgimento da doença faringite, sendo impedida de cantar pelos médicos. A cantora foi tratada pelo professor de voz Hilary Jones. No início de julho, Adele foi liberada pelos médicos para cantar no Itunes Festival.
| “ | É basicamente um buraco na corda vocal. Mas eu cantava através dele, então foi por isso que estourou. Eu estou melhor agora, estou curada. | ” |

## Lista de faixas
| N.º            | Título                     | Compositor(es)                       | Produtor(es)   | Duração |  |
| 1.             | "One and Only"             | Adele Adkins, Dan Wilson, Greg Wells | Rick Rubin     | 5:43    |  |
| 2.             | "Don't You Remember"       | Adkins, Dan Wilson                   | Rubin          | 4:13    |  |
| 3.             | "Rumour Has It"            | Adkins, Ryan Tedder                  | Tedder         | 3:48    |  |
| 4.             | "Take It All"              | Adkins, Eg White                     | Jim Abbiss     | 4:02    |  |
| 5.             | "I Can't Make You Love Me" | Mike Reid, Allen Shamblin            | Tedder         | 3:34    |  |
| 6.             | "Rolling in the Deep"      | Adkins, Paul Epworth                 | Epworth        | 5:21    |  |
| Duração total: | Duração total:             | Duração total:                       | Duração total: | 34:56   |  |

## Desempenho das paradas musicais

### Posições
| Parada musical (2011) | Melhor posição |
| --------------------- | -------------- |
| France Albums Chart   | 112            |
| Irish Albums Chart    | 45             |
| UK Albums Chart       | 74             |
| US Billboard 200      | 50             |

## Histórico de Lançamento
| Região | Data                | Formato          | Editora discográfica | Edição        |
| ------ | ------------------- | ---------------- | -------------------- | ------------- |
| Mundo  | 14 de Julho de 2011 | Download digital | XL Recordings        | Edição padrão |